# 俄罗斯联邦劳动英雄
俄羅斯聯邦勞動英雄（俄语：Герой Труда Российской Федерации）是俄羅斯一種自2013年起頒發的國家獎勵，亦是俄羅斯的榮譽頭銜，可授予為國家、國民建立特殊勞動功勳，在旨在保證俄羅斯繁榮富足的公家、社會及經濟活動中具有傑出成就的俄羅斯聯邦公民。

## 歷史
1921年，蘇聯領袖弗拉基米爾·列寧設立勞動英雄頭銜。至1938年（大清洗運動高潮），蘇聯領袖約瑟夫·斯大林又把勞動英雄改為社會主義勞動英雄，直至1991年廢除為止。2012年10月，全俄社會輿論研究中心曾舉行一次題為「勞動英雄：現代俄羅斯需要他們嗎？」的調查，結果顯示67%的受訪者認為應該恢復勞動英雄頭銜，而反對重設該頭銜的受訪者只有17%。支持恢復該頭銜者又舉出恢復頭銜的不同原因，包括提供一個感謝勞動者的機會、激勵人們進行勞動工作、提供一個獲益受助的機會和提升職業的名聲。
2013年3月29日，俄羅斯總統弗拉基米爾·普京出席一場在頓河畔羅斯托夫舉行的會議，席間一位工人詢問他會否重設勞動英雄頭銜。普京表示同意，並在當日簽發第294號總統令，設立俄羅斯聯邦勞動英雄頭銜。該頭銜被視為繼承自蘇聯社會主義勞動英雄勳銜的頭銜。
當局有意通過一份法案，使俄羅斯聯邦勞動英雄可以和社會主義勞動英雄獲得同樣的經濟援助。
當年春天和勞動節（5月1日），俄羅斯舉行儀式，首度頒發俄羅斯聯邦勞動英雄頭銜。授勳者包括一名農場機械師、兩名工人、一名神經外科醫生和古典音樂指揮家、聖彼得堡馬林斯基劇院首席指揮瓦列里·格吉耶夫。2014年同一天，又有5個人獲頒勞動英雄頭銜。

## 獎勵
俄羅斯聯邦勞動英雄會獲頒一面重15.25克的金質獎章、一份獎狀和一份證書。其中，「俄羅斯聯邦勞動英雄」獎章是一枚星形獎章，背面刻有俄文「俄羅斯聯邦勞動英雄」字樣和獎章號碼。星章掛在一條白藍紅三色緞帶之下，而星章中間的圖案是俄羅斯國徽。「俄羅斯聯邦勞動英雄」金質獎章應佩戴在左胸前，位置低於俄羅斯聯邦英雄獎章，但高於俄羅斯和前蘇聯其他國家獎章。

## 評價
據俄羅斯傳媒報導，俄羅斯專家對勞動英雄頭銜的設立給予積極的評價。他們認為這樣既可以令俄國國民知道政府關心他們，尊重其勞動工作；又可以使他們積極工作，提升工作效率，促進國家進步；而且可以令勞動者再受到尊重。他們又說，人民不僅需要金錢方面的鼓勵，也需要精神鼓勵。
但是這個頭銜的設立也被俄國部分人士和海外傳媒的批評。《莫斯科共青团员报》報導，恢復勞動英雄頭銜的決定被說成是模仿蘇聯，而俄羅斯總統人權委員會一位成員甚至批評勞動英雄頭銜是「蘇聯時代的殘渣」。英國廣播公司的報導則引述一名電台總編輯的話說，恢復勞動英雄頭銜的決定不但是不合時宜，而且是自尋死路，因為俄國當時沒有共同的意識形態，也沒有共同的觀念。美國《芝加哥論壇報》和英國《每日電訊報》都有報導指責普京雖然否認自己令俄羅斯重返蘇聯，不過卻拾蘇聯涕唾，以爭取藍領支持，激發其愛國主義，與以中產階級為主的反對者抗衡。

## 圖集

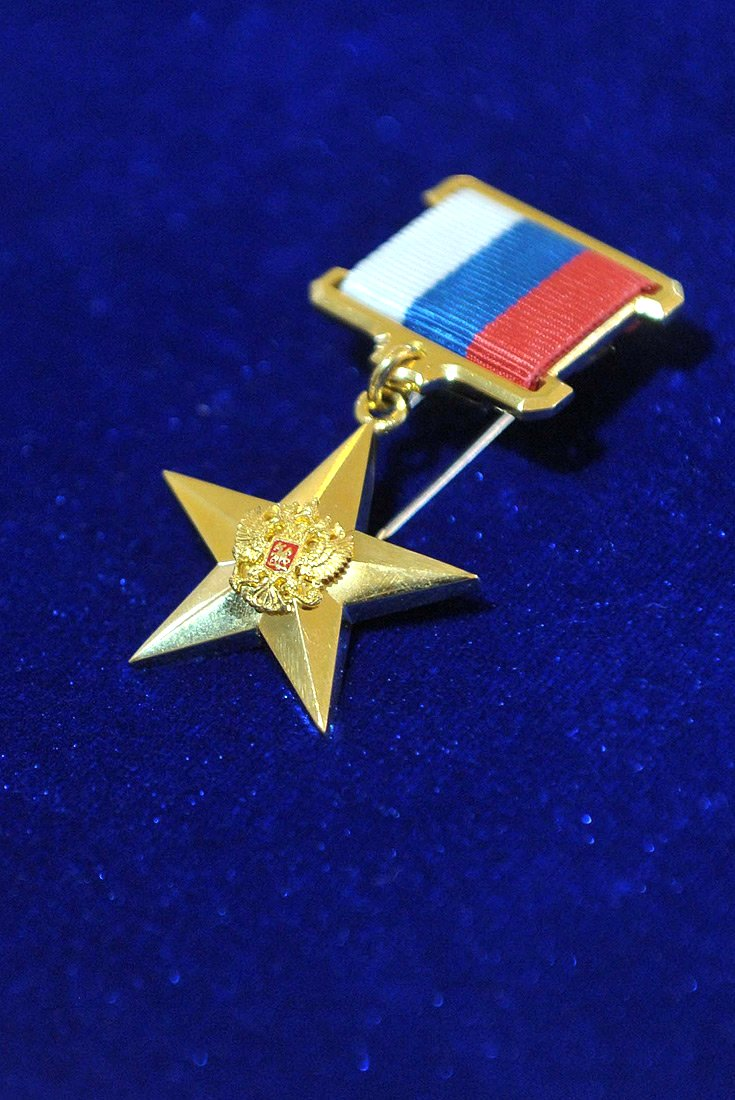
「俄羅斯聯邦勞動英雄」金質獎章
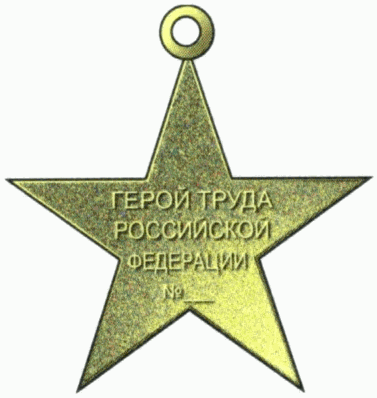
獎章背面
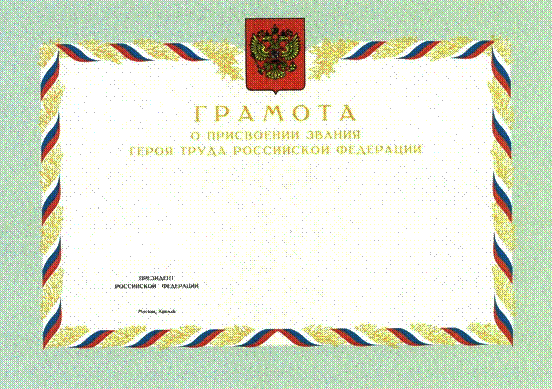
「俄羅斯聯邦勞動英雄」獎狀
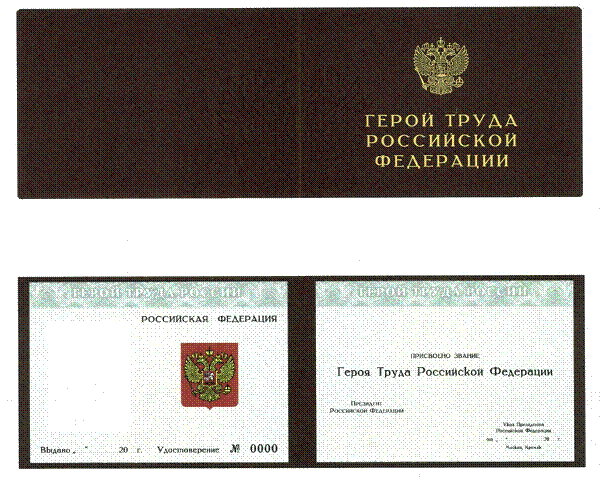
勞動英雄榮譽證書